# Spławie (powiat kościański)
Spławie – wieś w Polsce położona w województwie wielkopolskim, w powiecie kościańskim, w gminie Śmigiel.

## Historia
Miejscowość pierwotnie związana była z Wielkopolską. Istnieje co najmniej od końca XIV wieku. Wymieniona została w łacińskim zapisie z 1394 jako „Splawe”, 1397 „Splawa”, 1409 „Splawye”, 1425 „Splawie”, 1517 „Szplawye”, 1530 „Splavie”.
Miejscowość pierwotnie była własnością szlachecką, należącą do lokalnej szlachty wielkopolskiej z rodu Pradlów, Kurnatowskich, Spławskich, którzy od nazwy wsi przyjęli odmiejscowe nazwisko, Bojanowskich oraz Krzyckich. W 1444 wieś znajdowała się w powiecie kościańskim Korony Królestwa Polskiego. W 1530 należała do parafii Wonieść.
Być może wieś ma starszą metrykę od zachowanych historycznych zapisów. Archeolodzy znaleźli bowiem we wsi niedatowany przęślik gliniany, dwustożkowaty, obtaczany, o średnicy 3 cm i wysokości 1,8 cm.
Jako pierwszego właściciela historyczne dokumenty odnotowały podstarościego ziemskiego kościańskiego Guntera (oryg. „Guncerza”) Pradla, który został odnotowany w kilku zapisach sądowych. W latach 1398-1399 został on wymieniony jako świadek w dokumentach starosty generalnego Wielkopolskiego Tomasza z Węgleszyna. W 1403 wdowa po Gunterze Małgorzata Pradlowa (oryg. „Pradlewa”) herbu Ćwiek została przez sąd ziemski zachowana w prawie do swojej oprawy wdowiej zapisanej jej przez małżonka na wsiach Parsko i Spławie, w procesie o długi męża przeciwko Piotrowi Siberlichowi wysuwającemu roszczenia wobec tych majętności.
W latach 1406-1415 jako właściciel we wsi odnotowany został Cybek Pradel ze Spławia, który od nazwy wsi Kuranowo przyjął odmiejscowe nazwisko Kuranowski. W latach 1406-1407 jako właścicielkę połowy Spławia odnotowano Małgorzatę córkę Małgorzaty Pradlowej żony starosty wschowskiego Ramsza z Koszanowa, która odparła roszczenia do połowy wsi Wyszaka sołtysa z Głuchowa oraz jego brata Sułka. W 1416 odnotowano Teodoryka alias Cybka, który zapłacił karę za zboże zatrzymane w Spławiu.
W latach 1425-1437 notowany jako właściciel we wsi był Sędziwój Spławski herbu Junosza,  który od nazwy wsi przyjął odmiejscowe nazwisko, zwany także od Bojanowa Bojanowskim. Sędziwój był bratem Andrzeja Bojanowskiego wicepodsędka w Kościanie (1423-1424), wicewojewody kościańskiego (1432-38) oraz burgrabiego ziemskiego kościańskiego i historyczne dokumenty sądowe wielokrotnie odnotowują go przy okazji procesów sądowych. W 1436 woźny sądu ziemskiego zapowiedział dziedziny Spławie oraz Żydowo jako majętności Sędziwoja Spławskiego.
W 1449 Helena wdowa po Sędziwoju zapisała poznańskiej kapitule katedralnej trzy grzywny czynszu rocznego ze swojego posagu, oprawionego na części Spławia. Kapituła wyznaczyła swoich przedstawicieli dla dokonania rezygnacji z folwarku spławskiego przed starostą generalnym wielkopolskim. W 1448 Andrzej, Jan i Wincenty Bojanowscy dokonali podziału dóbr, w wyniku którego Jan otrzymał Skoraczewo i Prętkowice, zaś Andrzej i Wincenty Bojanowo, Żydowo oraz Spławie. Majętnościami tymi mieli także uposażyć swoje siostry Jadwigę, Małgorzatę oraz Barbarę. W 1449 Andrzej oraz Wincenty wykupili od kapituły poznańskiej opuszczoną wieś (zwaną też folwarkiem) Poświątne, która należała do wsi Spławie, w zamian za 3 grzywny czynszu rocznego, płatnego ze Spławia.
W 1459 Wincenty oraz Andrzej Bojanowscy pozwali przed sądem Mikolaja Karmińskiego z Grunowa o staw pomiędzy Spławiem, a Karminem. W 1462 Wincenty Bojanowski zapisał swojej żonie Helenie po 200 grzywien posagu oraz wiana na całej wsi Spławie. W 1500 Jan Bojanowski zakupił od swych sióstr stryjecznych Katarzyny wdowy po Mikołaju Jaromirskim oraz jej siostry Zofii żony Mikołaja Czackiego za 200 grzywien ich części dziedziczne w Spławiu oraz Żydowie. Były to części majątku po zmarłym stryjecznym bracie Piotrze Bojanowskim.
W 1482 biskupp poznański Uriel Górka nadał poznańskiej kapitule katedralnej z dochodów swojego stołu wiardunki m.in. ze Spławia, z przeznaczeniem na odprawianie 4 anniwersarzy. W 1493 nadanie to zatwierdził papież Aleksander VI.
W 1533 podkomorzy poznański Mikołaj Krzycki zakupił od Andrzeja Bojanowskiego połowę Spławia za 300 grzywien. W 1538 Andrzej zapisał swojej żonie Annie, córce Mikołaja Strzeleckiego, posag oraz wiano m.in. na połowach Gołaszyna i Spławia.
W 1530 we wsi miał miejsce pobór od 5 łanów oraz od trzy grosze od karczmy. W 1563 pobrano podatki od 6 i 1/4 łana, od karczmy dorocznej, trzech komorników oraz rzemieślnika i wiatraka dorocznego. W 1581 pobór odbył się od 6 i 1/8 łana, 5 zagrodników, dwóch komornic, wiatraka dorocznego, a dwaj najemni robotnicy zwani ratajami zapłacili od dwóch pługów.

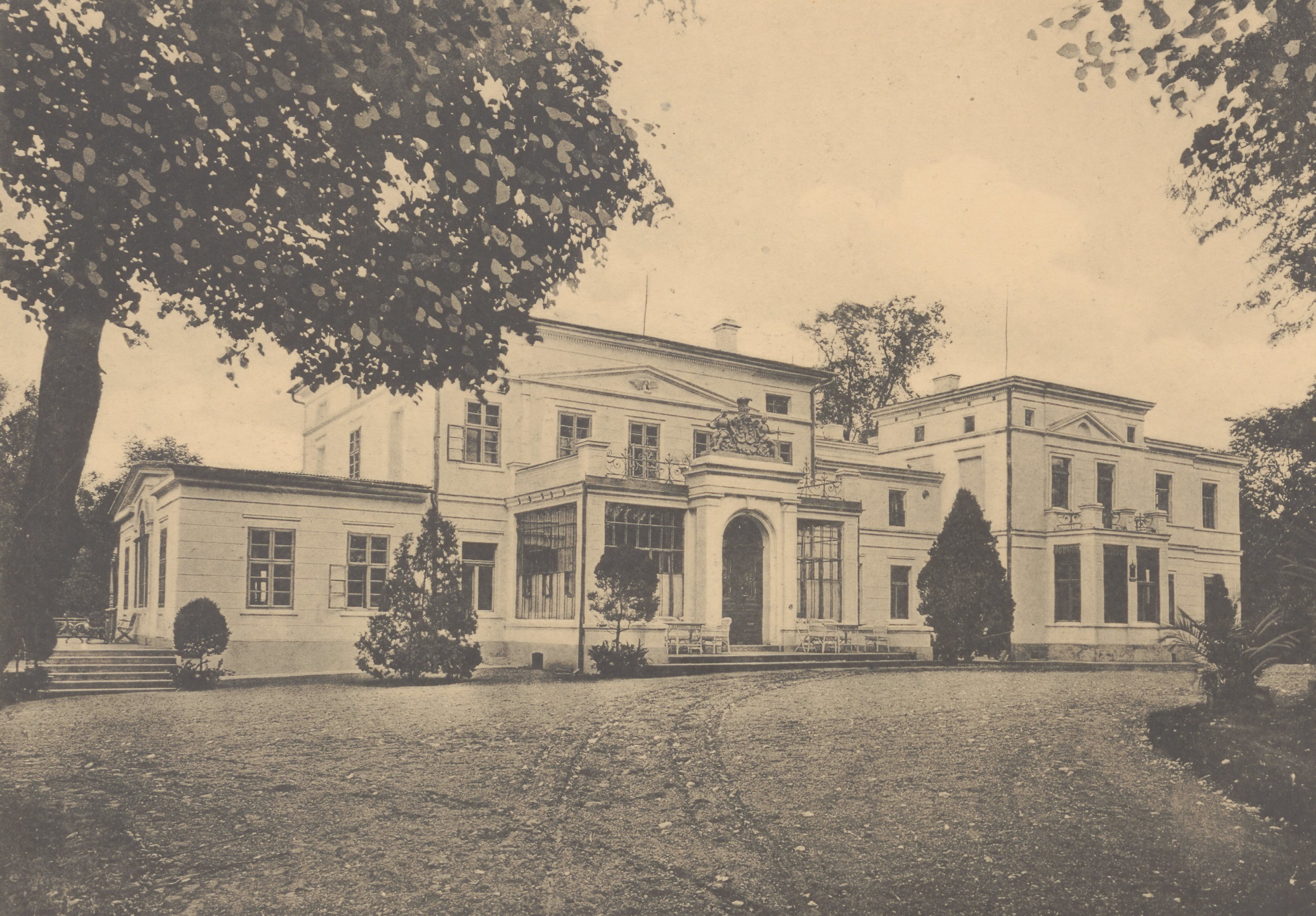
Widok dworu przed 1912

Około połowy XVII w. należała do Franciszka Wyssogota-Zakrzewskiego. Następni właściciele to: 
- od 1688 r. – Karol Zakrzewski i jego żona Marianna z Łempickich,
- od 1727 r. – Krystyna z Żychlińskich Złotnicka, jej synowie: Aleksander i Jan,
- koniec XVIII w. – Onufry Krzycki, poseł na Sejm Wielki w latach 1790–1792[4], następnie Kwilecki,
- od 1802 r. – ród Skarżyńskich herbu Bończa,
- od 1840 r. – Adam Skarżyński,
- od 1881 r. – dr Witold Skarżyński,
- od 1909 r. – Adam Skarżyński,
- od 1916 r. – Karol Krusenstern z Galicji.
- w 1928 roku jako właściciel wymieniany był Henryk Skarżyński.

Do czasu rozbiorów leżała w Rzeczypospolitej Obojga Narodów. Wskutek II rozbioru Polski w 1793, miejscowość przeszła pod władanie Prus i jak cała Wielkopolska znalazła się w zaborze pruskim. W okresie Wielkiego Księstwa Poznańskiego (1815-1848) miejscowość wzmiankowana jako Spławie należała do wsi większych w ówczesnym pruskim powiecie Kosten rejencji poznańskiej. Spławie należało do okręgu śmigielskiego tego powiatu i stanowiło odrębny majątek, który należał wówczas do Skarżyńskiego (podobnie jak m.in. majątek Sokołowo). Według spisu urzędowego z 1837 roku Spławie (wraz z osadą leśną) liczyło 236 mieszkańców, którzy zamieszkiwali 29 dymów (domostw).
W latach 1975–1998 miejscowość należała administracyjnie do województwa leszczyńskiego.

## Zabudowa
Spławie jest wsią położoną na wysokości ok. 95 m n.p.m., w bezleśnej okolicy. Znajduje się tu zespół pałacowo-parkowy. Pałac pierwotnie zbudowany został w latach 1608–1624 dla Wyssogota-Zakrzewskich. Na jego miejscu zbudowano nowy w 1840 r. dla Adama Skarżyńskiego. Jest to pałac zbudowany w stylu eklektycznym, murowany z cegły, otynkowany z boniowaniem. Złożony z dwóch pawilonów na rzutach prostokątów, piętrowy. Przy pałacu jest park o powierzchni 5,71 ha, zaniedbany, brak śladów dawnego założenia. Drzewostan częściowo ponad 120-letni, częściowo młodszy: lipy, wiązy, klony, jesiony, kasztanowce, topole, wierzby, dęby, sosny i modrzewie. Znajduje się tu dziesięć drzew o wymiarach pomnikowych. Po zmianie właściciela pałac jest obecnie remontowany. We wsi znajduje się figura przydrożna, przy szosie na skraju parku. Na nowszym, kamiennym cokole wysokości 1 m znajduje się rzeźba św. Jana Nepomucena z XVIII w. wysokości ok. 0,9 m.
W Spławiu przy skrzyżowaniu (jadąc w kierunku St. Bojanowa) znajduje się krzyż przydrożny, wzniesiony w 1948 r., a odnowiony w 1980 rzeźbami Chrystusa ukrzyżowanego i Matki Boskiej Bolesnej, zwieńczony daszkiem.
Boisko sportowe, które znajduje się na początku wsi, jest widoczne z daleka. Jest to miejsce odpoczynku wyposażone w m.in. pełnowymiarowe i treningowe boisko do piłki nożnej, boisko do siatkówki, utwardzone boisko do koszykówki, szatnie, grill i WC.